# Стара Рязань
54°23′50″ пн. ш. 40°25′40″ сх. д. / 54.397114° пн. ш. 40.427714° сх. д.
Стара Рязань (рос. Старая Рязань) — одне з найбільших давньоруських міст XII—XIII століть, столиця Великого Рязанського князівства. Площа одних тільки укріплень Старої Рязані в другій половині XII століття, не враховуючи міських посадів, сягає понад 60 га, з передмістями — 75 га. До початку XIII століття у місті проживало близько 8 тис. осіб. Біля підніжжя міських валів розташовується сучасне село Стара Рязань.
Місто було знищене взимку 1237 року під час монгольської навали Бату-хана, а всі його будівлі, включаючи кам'яні храми, спалено. Рязань на цьому місці більше ніколи не відновлювалася. В XIV столітті місто передало столичні та катедральні функції розташованому за 50 км вище за течією Оки Переяславу-Рязанському, який в 1778 році отримав нове ім'я на честь древньої Рязані.
Городище Стара Рязань охороняється державою як археологічний заповідник та історико-ландшафтний пам'ятник федерального значення. Структурно входить до складу комплексу Рязанського державного історико-архітектурного музею-заповідника. Щорічно на міських укріпленнях проводяться археологічні місії і наукові табори.
Біля підніжжя оборонних валів городища знаходиться село Стара Рязань, на іншому березі Оки — місто Спаськ-Рязанський, нижче і вище за течією Оки — залишки мережі укріплених сторожових форпостів.